# Ben Barnes
Benjamin Thomas Barnes (Londres; 20 de agosto de 1981), más conocido como Ben Barnes, es un actor, cantante, modelo británico. Es conocido por personificar al príncipe Caspian en Las crónicas de Narnia: el príncipe Caspian y Las crónicas de Narnia: la travesía del Viajero del Alba, El retrato de Dorian Gray y por actuar en las series Westworld, The Punisher, Sons of Liberty, Shadow and Bone. 
También interpretó a Tom Ward en la película de fantasía Seventh Son, a Dorian Gray en Dorian Gray y tuvo papeles secundarios en The Words y The Big Wedding.

## Primeros años
Barnes nació en Londres (Inglaterra). Su padre, el profesor Thomas Barnes, es psiquiatra y su madre, Tricia, psicoterapeuta. Estudió en la King's College School, donde fue contemporáneo del actor Khalid Abdalla y del comediante Tom Basden. Asistió a la Universidad de Kingston donde estudió drama y literatura inglesa.

## Carrera
La carrera de Barnes comenzó en el teatro musical, debutando a los quince años en el West End en una adaptación musical de Bugsy Malone. En el año 2004, Ben Barnes perteneció, junto a tres compañeros, a una boy band denominada Hyrise, con la cual se presentó al programa británico de la BBC Making Your Mind Up, que servía para elegir al representante de Reino Unido en el Festival de Eurovisión de aquel año, con la canción «Leading Me On». La banda incluso llegó a lanzar la canción como un sencillo. Hyrise ocupó el segundo lugar en el concurso detrás de James Fox, quien cantó «Hold Onto Our Love», con la que acudió al certamen en Turquía. La agrupación se disolvió poco después.
En el 2006, Ben apareció en el video musical de la canción «Sofa Song» de The Kooks. En ese mismo año empezó a trabajar como actor de televisión. Su debut cinematográfico fue como el joven Dunstan Thorn en el filme de 2007 Stardust. También actuó en la película Bigga Than Ben, dirigida por Suzie Halewood y estrenada en agosto de 2008. 
En febrero de 2007, se anunció que Barnes interpretaría al príncipe Caspian en el filme Las Crónicas de Narnia: El Príncipe Caspian, dirigido por Andrew Adamson. Adamson dijo que la película narra una "historia de transición de adolescencia a madurez y de pérdida de la inocencia, con Caspian siendo inicialmente ingenuo, luego tramando venganza y finalmente abandonando sus deseos de venganza." Mientras la mayoría de los lectores de El príncipe Caspian imaginaban a Caspian como un niño, un pasaje en la novela menciona que su edad es similar a la de Peter Pevensie, por lo que se buscó un actor mayor, similar a William Moseley. Barnes había leído la novela cuando era un niño, por lo que esperaba no decepcionar a los fanáticos de la saga. Fue elegido para el papel dos semanas y media después de reunirse con los productores de la película. Barnes pasó dos semanas en Nueva Zelanda practicando cómo cabalgar y entrenando acrobacias. Barnes basó su acento español en la actuación de Mandy Patinkin como Inigo Montoya en La princesa prometida. Cuando fue elegido para interpretar a Caspian, Barnes se encontraba de gira con la producción del Royal National Theatre The History Boys; el productor Mark Johnson bromeó diciendo que Barnes "probablemente no era el actor favorito del National Theatre por ahora", ya que Barnes abandonó Inglaterra sin comunicárselo al teatro.
En 2008, Barnes interpretó a John Whittaker en Easy Virtue. También formó parte del reparto de Dorian Gray, una adaptación de la novela de Oscar Wilde El retrato de Dorian Gray, la cual fue dirigida por Oliver Parker y fue estrenada en 2009.
Barnes interpretó de nuevo a Caspian (esta vez como el rey Caspian) en la tercera entrega de Las Crónicas de Narnia, La travesía del Viajero del Alba, la cual fue estrenada en diciembre de 2010.
En 2011 participó en Killing Bono, en donde interpreta a Neil McCormick, un joven que sueña con tener una banda musical, aunque para ello tendrá que luchar con la sombra de la fama de Bono, su compañero de la infancia.
Entre 2017 y 2019 participó en la serie de Netflix The Punisher interpretando a Puzzle.
En abril de 2021 comenzó a trabajar en la serie de Shadow and Bone (serie de televisión), una adaptación de Netflix basada en los libros de Leigh Bardugo . En esta serie, Barnes interpreta a "El general Kirigan", (conocido en los libros como "the darkling o el oscuro")

## Filmografía

### Cine
| Año  | Título                                                   | Personaje         |
| ---- | -------------------------------------------------------- | ----------------- |
| 2007 | Bigga Than Ben                                           | Cobakka           |
| 2007 | Stardust                                                 | Joven Dunstan     |
| 2008 | Las crónicas de Narnia: el príncipe Caspian              | Caspian           |
| 2008 | Easy Virtue                                              | John Whittaker    |
| 2009 | Dorian Gray                                              | Dorian Gray       |
| 2010 | Locked In                                                | Josh              |
| 2010 | Las crónicas de Narnia: la travesía del Viajero del Alba | Caspian           |
| 2011 | Killing Bono                                             | Neil McCormick    |
| 2012 | The Words                                                | El hombre joven   |
| 2013 | The Big Wedding                                          | Alejandro Griffin |
| 2014 | Jackie & Ryan                                            | Ryan              |
| 2014 | By The Gun                                               | Nick Tortano      |
| 2015 | Seventh Son                                              | Tom Ward          |

### Televisión
| Año       | Título                      | Personaje                      | Notas                       |
| --------- | --------------------------- | ------------------------------ | --------------------------- |
| 2006      | Doctors                     | Craig Unwin                    | Episodio: "Facing Up"       |
| 2006      | Split Decision              | Chris Wilbur                   | Película para televisión    |
| 2014      | Sons of Liberty             | Sam Adams                      | Miniserie                   |
| 2015      | Exposed                     | Stoya                          | Película para televisión    |
| 2016–2020 | Westworld                   | Logan Delos                    | Serie de televisión         |
| 2017–2019 | Marvel´s The Punisher       | Puzzle / Billy Russo           | Serie de televisión         |
| 2019      | Gold Digger                 | Benjamin                       | Serie de televisión         |
| 2021–2023 | Shadow and Bone             | The Darkling / General Kirigan | Serie de televisión         |
| 2022      | El gabinete de curiosidades | William Thurber                | Episodio: "Pickman's Model" |
| 2023      | Black Mirror                | TV Mac                         | Episodio: "Joan Is Awful"   |

## Teatro
| Año  | Obra                       | Personaje         | Autor             |
| ---- | -------------------------- | ----------------- | ----------------- |
| 2001 | The Dreaming               | Alexander         |                   |
| 2004 | Murder In The Cathedral    | Beckett           |                   |
| 2004 | Loving Ophelia             | Hamlet            | Katherine Knowles |
| 2005 | Sex, Chips and Rock n Roll | The Wolf          | Debbie Horsfield  |
| 2006 | The History Boys           | Dakin             | Alan Bennett      |
| 2010 | Birdsong                   | Stephen Wraysford | Sebastian Faulks  |